# Högby landskommun, Öland
Högby landskommun var en tidigare kommun i Kalmar län.

## Administrativ historik
Den inrättades i Högby socken i Åkerbo härad på Öland när 1862 års kommunalförordningar trädde i kraft 1863.
Vid kommunreformen 1952 uppgick den i Ölands-Åkerbo landskommun.
Området tillhör sedan 1974 Borgholms kommun.

## Politik

### Mandatfördelning i valen 1938-1946
| 3 | 3 | 13 |

| 18 |

| 3 | 2 | 15 |

| 19 |

| 4 | 1 | 15 |

| 20 |